# Championnat du Royaume-Uni de hockey sur glace 2003-2004
Saison suivante
Le championnat du Royaume-Uni de hockey sur glace 2003-2004 est la première édition de l'Elite Ice Hockey League (EIHL). La saison a lieu du 12 septembre 2003 au 4 avril 2004.

## Contexte
Durant la Saison 2002-2003 de l'ISL, les faillites des Manchester Storm et des Ayr Scottish Eagles, la résignation des Bracknell Bees et les incertitudes entourant les London Knights et leur aréna, le London Arena, ont laissé la International Hockey League avec aucune autre option que celle de fermer.
Les trois clubs survivants, les Belfast Giants, les Nottingham Panthers et les Sheffield Steelers, sont rejoints par trois équipes de la British National League (BNL) : les Basingstoke Bison, les Cardiff Devils et les Coventry Blaze ainsi que parmi deux nouvelles équipes, les London Racers et les Manchester Phoenix pour fonder la EIHL. Les équipes espèrent donner une meilleure assise financière que du temps de l'ISL, avec un plus grand nombre de joueurs britanniques jouant dans la ligue.
La ligue a beaucoup de mal à se faire admettre : la Fédération du Royaume-Uni de hockey sur glace, Ice Hockey UK refuse dans un premier temps l’existence de l'EIHL et demandent aux trois anciennes équipes de l'ISL de rejoindre la BNL. Finalement, la solution arrive après un été d'incertitude avec l'intervention de la Fédération internationale de hockey sur glace qui prend sous son parrainage pour une saison l'EIHL, le temps que des discussions entre IHUK, l'EIHL et la BNL puissent avoir lieu sur le futur du hockey sur glace en Grande-Bretagne.
La saison commence le 12 septembre avec un match entre les London Racers et les derniers champions, les Sheffield Steelers. L'équipe de Londres commence sa saison au Alexandra Palace, mais est relocalisée au Lee Valley Ice Center quelques semaines plus tard. Elle passe une grande partie de la saison sans gagner aucune partie.

## Challenge Cup
Durant la première partie de la saison, les résultats de la saison ont également compter pour le tableau de la Challenge Cup. Chaque équipe ont joué une fois à domicile et une fois à l'étranger contre chacune des équipes, les quatre meilleures équipes ont participé au demi-finales.
|   | Équipe              | PJ | V | N | DP | D  | Pts |
| - | ------------------- | -- | - | - | -- | -- | --- |
| 1 | Belfast Giants      | 14 | 9 | 3 | 0  | 2  | 21  |
| 2 | Sheffield Steelers  | 14 | 8 | 3 | 0  | 3  | 19  |
| 3 | Cardiff Devils      | 14 | 8 | 1 | 0  | 5  | 17  |
| 4 | Nottingham Panthers | 14 | 6 | 4 | 0  | 4  | 16  |
| 5 | Coventry Blaze      | 14 | 6 | 2 | 0  | 5  | 15  |
| 6 | Basingstoke Bison   | 14 | 5 | 2 | 1  | 6  | 13  |
| 7 | Manchester Phoenix  | 14 | 4 | 3 | 1  | 6  | 12  |
| 8 | London Racers       | 14 | 0 | 1 | 0  | 13 | 1   |

### Demi-finales
- Belfast c. Nottingham
  - Belfast Giants 2-4 Nottingham Panthers
  - Nottingham Panthers 7-3 Belfast Giants (Nottingham l'emporte 11-5)
- Sheffield c. Cardiff
  - Cardiff Devils 1-3 Sheffield Steelers
  - Sheffield Steelers 1-1 Cardiff Devils (Sheffield l'emporte 4-2)

### Finale
- Nottingham c. Sheffield
  - Nottingham Panthers 1-1 Sheffield Steelers
  - Sheffield Steelers 2-3 Nottingham Panthers (Nottingham l'emporte 4-3)

### Tableau
|  | Demi-finales        | Demi-finales       |                     |   | Finale | Finale |
|  | Demi-finales        | Demi-finales       |                     |   | Finale | Finale |
|  |                     |                    |                     |   |        |        |
|  |                     |                    |                     |   |        |        |
|  |                     |                    |                     |   |        |        |
|  | Belfast Giants      | 5                  |                     |   |        |        |
|  | Belfast Giants      | 5                  |                     |   |        |        |
|  | Nottingham Panthers | 11                 |                     |   |        |        |
|  | Nottingham Panthers | 11                 | Nottingham Panthers | 4 |        |        |
|  |                     |                    | Nottingham Panthers | 4 |        |        |
|  |                     | Sheffield Steelers | 3                   |   |        |        |
|  | Cardiff Devils      | Sheffield Steelers | 3                   | 2 |        |        |
|  | Cardiff Devils      |                    |                     | 2 |        |        |
|  | Sheffield Steelers  | 4                  |                     |   |        |        |
|  | Sheffield Steelers  | 4                  |                     |   |        |        |

## Ligue
|   | Équipe              | PJ | V  | N | DP | D  | Pts |
| - | ------------------- | -- | -- | - | -- | -- | --- |
| 1 | Sheffield Steelers  | 56 | 44 | 3 | 1  | 8  | 92  |
| 2 | Nottingham Panthers | 56 | 34 | 6 | 2  | 14 | 76  |
| 3 | Coventry Blaze      | 56 | 29 | 7 | 0  | 20 | 65  |
| 4 | Belfast Giants      | 56 | 27 | 7 | 1  | 21 | 62  |
| 5 | Cardiff Devils      | 56 | 23 | 6 | 3  | 24 | 55  |
| 6 | Manchester Phoenix  | 56 | 22 | 8 | 1  | 25 | 53  |
| 7 | Basingstoke Bison   | 56 | 20 | 5 | 3  | 28 | 48  |
| 8 | London Racers       | 56 | 3  | 2 | 2  | 49 | 10  |

## Séries éliminatoires

### Phase de groupe
|   | Équipe             | PJ | V | N | DP | D | Pts |
| - | ------------------ | -- | - | - | -- | - | --- |
| 1 | Sheffield Steelers | 4  | 2 | 2 | 0  | 0 | 6   |
| 2 | Manchester Phoenix | 4  | 2 | 1 | 0  | 1 | 5   |
| 3 | Belfast Giants     | 4  | 0 | 2 | 0  | 2 | 2   |

|   | Équipe              | PJ | V | N | DP | D | Pts |
| - | ------------------- | -- | - | - | -- | - | --- |
| 1 | Nottingham Panthers | 4  | 3 | 0 | 0  | 1 | 6   |
| 2 | Cardiff Devils      | 4  | 3 | 0 | 0  | 1 | 6   |
| 3 | Coventry Blaze      | 4  | 0 | 0 | 0  | 4 | 0   |

### Phase finale
|  | Demi-finales        | Demi-finales        |                    |   | Finale | Finale |
|  | Demi-finales        | Demi-finales        |                    |   | Finale | Finale |
|  |                     |                     |                    |   |        |        |
|  |                     |                     |                    |   |        |        |
|  |                     |                     |                    |   |        |        |
|  | Sheffield Steelers  | 2                   |                    |   |        |        |
|  | Sheffield Steelers  | 2                   |                    |   |        |        |
|  | Cardiff Devils      | 0                   |                    |   |        |        |
|  | Cardiff Devils      | 0                   | Sheffield Steelers | 2 |        |        |
|  |                     |                     | Sheffield Steelers | 2 |        |        |
|  |                     | Nottingham Panthers | 1                  |   |        |        |
|  | Nottingham Panthers | Nottingham Panthers | 1                  | 6 |        |        |
|  | Nottingham Panthers |                     |                    | 6 |        |        |
|  | Manchester Phoenix  | 1                   |                    |   |        |        |
|  | Manchester Phoenix  | 1                   |                    |   |        |        |

## Trophées

### Trophées individuels
- Entraîneur de l'année : Mike Blaisdell, Sheffield Steelers
- Joueur de l'année : Jason Ruff, Belfast Giants
- Trophée Alan Weeks : Leigh Jamieson, Belfast Giants
- Meilleur attaquant britannique : Ashley Tait, Coventry Blaze
- Trophée Vic Batchelder : Leigh Jamieson, Belfast Giants

### Équipe d'étoiles
| Première équipes                      | Position | Deuxième équipe                   |
| Curtis Cruickshank, Basingstoke Bison | G        | Jayme Platt, Manchester Phoenix   |
| Dion Darling, Sheffield Steelers      | D        | Jeff Burgoyne, Cardiff Devils     |
| Kevin Bolibruck, Sheffield Steelers   | D        | Steve O'Brien, Coventry Blaze     |
| Jason Ruff, Belfast Giants            | A        | Steve Gallace, Coventry Blaze     |
| John Craighead, Nottingham Panthers   | A        | Mark Cadotte, Nottingham Panthers |
| Mark Dutiaume, Sheffield Steelers     | A        | Erik Anderson, Sheffield Steelers |

## Meneurs
- Plus de points: Mark Dutiaume, Sheffield Steelers (88)
- Plus de buts: John Craighead, Nottingham Panthers (39)
- Plus de passes: Mark Dutiaume, Sheffield Steelers (54)
- Plus de minutes de pénalités: Paxton Schulte, Belfast Giants (352)